# 리쌍록
리쌍록(李雙錄)은 E-스포츠계에서 이영호와 이제동의 경기를 가리키는 명칭이다. 2011년 6월 기준으로 KeSPA랭킹 1위와 2위 의 경기이며, 테란과 저그의 역대 최강자로 불리는 두 선수들 간의 최대 라이벌 매치이므로 흥행 보증수표로 불린다. 이들은 리쌍록 결승전을 5번 성사시키면서 본격적인 '리쌍시대'를 열었고, 항상 이들의 매치는 언론과 스타팬들의 뜨거운 관심을 받는다. 대표적으로 2009년 12월 25일에 EVER 스타리그 2009 8강전에만 용산 e스포츠 스타디움에 약 1000명의 관객이 몰리기도 하였다.

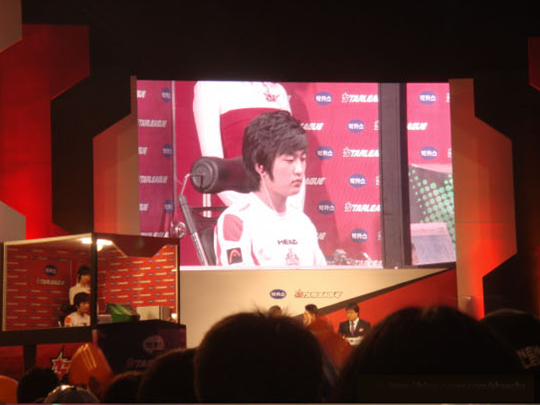
리쌍중 한명인 '최종병기' 이영호

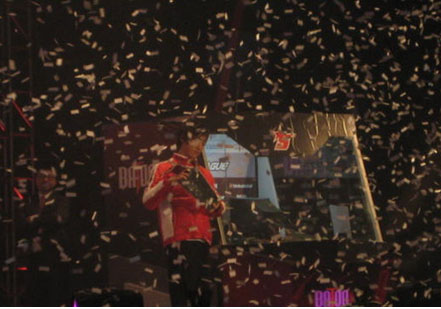
리쌍중 한명인 '폭군' 이제동

## 명칭
2000년대 E-스포츠에서 큰 인기를 누리던 라이벌 테란 임요환 선수와 저그 홍진호 선수의 경기를 임요환 선수의 임과 홍진호 선수의 진을 따서 임진록이라고 부른 것에서 유래가 되었다. 임진록 이후 E-스포츠에서 이제동 선수와 이영호 선수가 각각 저그와 테란의 역대 최강자로 올라서면서, 스타크래프트 역사상 가장 강력한 라이벌 구도를 형성하였다. 두 선수는 브루드 워 후반기 테란과 저그를 대표하는 인물로 발돋움하며, 개인리그 결승을 비롯한 수많은 매치를 통해 흥행의 보증수표가 되었다. 따라서 이 두 선수의 같은 성을 따서 리쌍이라 하고, 둘의 경기는 리쌍록이라고 부른다.

## 다전제 리쌍록
지금까지 열린 리쌍록 중에는 수많은 다전제 리쌍록이 있었다. 현역 기준, 이제동과 이영호 두 선수는 비공식 포함 역대 프로게이머 라이벌 매치 중 가장 많은 다전제(11회)를 치뤘으며, 두 선수 간의 개인리그 다전제 맞대결 승자가 해당 시즌 반드시 우승을 차지했다는 흥미로운 기록도 가지고 있다.
또 3전제(3전 2선승제) 리쌍록에서는 이영호가 강세를 보이고 있으며, 5전제(5전 3선승제) 리쌍록에서는 이제동이 강세를 보이고 있으나 최근 5전제 리쌍록이였던 하나대투증권 MSL 2010 결승전에서는 이영호가 승리하면서 5전제 리쌍록에서 이제동이 승리한다는 징크스가 깨졌다. 이후 빅파일 MSL 2010, 대한항공 스타리그 2010 시즌2 결승전에서 이영호가 각각 3:2, 3:1로 이영호가 승리하였다. 그리고 이제동은 WCG 2010 한국대표 선발전 스타크래프트 결승전에서 이영호에게 승리를 거두면서 3전제에서는 이영호가 이긴다는 징크스를 깼다.
3전제(3전 2선승제)리쌍록
- 박카스 스타리그 2008 8강 A조 - 이영호 2 : 1 이제동 → 첫 3전제 리쌍록
- 곰TV Star invitational 8강 A조 - 이영호 2 : 1 이제동
- EVER 스타리그 2009 8강 A조 - 이영호 2 : 0 이제동
- WCG 2010 한국 대표 선발전  스타크래프트 결승 - 이영호 1 : 2 이제동 → 이제동의 3전제 리쌍록 첫 승리
- WCG 2010 그랜드파이널 스타크래프트 4강 2경기 - 이영호 2:1 이제동

5전제(5전 3선승제)리쌍록
- 곰TV MSL 시즌4 8강 C조 - 이영호 1 : 3 이제동 → 첫 5전제 리쌍록
- TG 삼보-Intel Classic 시즌1 결승전 - 이영호 0 : 3 이제동
- NATE MSL 2009 결승전 - 이영호 1 : 3 이제동
- 하나대투증권 MSL 2010 결승전 - 이영호 3 : 0 이제동 → 이영호의 5전제 리쌍록 첫 승리
- 빅파일 MSL 2010 결승전 - 이영호 3 : 2 이제동
- 대한항공 스타리그 2010 Season 2 결승전 - 이영호 3 : 1 이제동

## 역대 리쌍록
2007년 7월 1일에 이영호, 이제동 두 선수의 첫 대결이 있는 이래로, 2015년 12월 이영호가 은퇴하기 전까지 현역 통산 57번의 리쌍록이 있었다. 참고로, 2012년에 한국e스포츠협회가 스타크래프트: 브루드 워 종목을 스타크래프트II: 자유의 날개로 전환함에 따라 이후에 있을 53번째 리쌍록부터는 스타크래프트 II로 진행이 된다.
현역 기준, 두 선수의 통산 상대 전적은 29:28로 이제동이 근소 우위였다. 이영호가 스타크래프트: 브루드 워에서 27:25로 우세를 기록했고, 스타크래프트 II에서는 이제동이 4:1로 우세를 기록하였다.
스타크래프트: 브루드 워
- 1번째 리쌍록-2007/07/01 : 이영호 승 vs 이제동 패 : 신한은행 프로리그 2007 전기리그 4Set
- 2번째 리쌍록-2008/02/14 : 이영호 승 vs 이제동 패 : 곰TV MSL 시즌4 8강 C조 1set
- 3번째 리쌍록-2008/02/14 : 이영호 패 vs 이제동 승 : 곰TV MSL 시즌4 8강 C조 2set
- 4번째 리쌍록-2008/02/14 : 이영호 패 vs 이제동 승 : 곰TV MSL 시즌4 8강 C조 3set
- 5번째 리쌍록-2008/02/14 : 이영호 패 vs 이제동 승 : 곰TV MSL 시즌4 8강 C조 4set
- 6번째 리쌍록-2008/02/15 : 이영호 승 vs 이제동 패 : 박카스 스타리그 2008 8강 A조 1Set
- 7번째 리쌍록-2008/02/22 : 이영호 패 vs 이제동 승 : 박카스 스타리그 2008 8강 A조 2Set
- 8번째 리쌍록-2008/02/22 : 이영호 승 vs 이제동 패 : 박카스 스타리그 2008 8강 A조 3Set
- 9번째 리쌍록-2008/02/25 : 이영호 승 vs 이제동 패 : 곰TV Star invitational 8강 A조 1Set
- 10번째 리쌍록-2008/02/25 : 이영호 패 vs 이제동 승 : 곰TV Star invitational 8강 A조 2Set
- 11번째 리쌍록-2008/02/25 : 이영호 승 vs 이제동 패 : 곰TV Star invitational 8강 A조 3Set
- 12번째 리쌍록-2008/08/10 : 이영호 패 vs 이제동 승 : TG 삼보-Intel Classic 결승 1Set
- 13번째 리쌍록-2008/08/10 : 이영호 패 vs 이제동 승 : TG 삼보-Intel Classic 결승 2Set
- 14번째 리쌍록-2008/08/10 : 이영호 패 vs 이제동 승 : TG 삼보-Intel Classic 결승 3Set
- 15번째 리쌍록-2008/09/06 : 이영호 승 vs 이제동 패 : 신한은행 프로리그 2008 올스타전 7Set
- 16번째 리쌍록-2008/10/15 : 이영호 패 vs 이제동 승 : 신한은행 프로리그 08-09 1R 5set
- 17번째 리쌍록-2008/12/17 : 이영호 패 vs 이제동 승 : 신한은행 프로리그 08-09 2R 2set
- 18번째 리쌍록-2009/02/05 : 이영호 승 vs 이제동 패 : 로스트사가 MSL 200932강 F조 5Set
- 19번째 리쌍록-2009/02/08 : 이영호 승 vs 이제동 패 : 신한은행 프로리그 08-09 3R 6set
- 20번째 리쌍록-2009/03/22 : 이영호 패 vs 이제동 승 : 신한은행 프로리그 08-09 3R  플레이 오프 4set
- 20번째 리쌍록-2009/07/01 : 이영호 패 vs 이제동 승 : 박카스 스타리그 2009 16강 A조 3경기
- 21번째 리쌍록-2009/12/18 : 이영호 승 vs 이제동 패 : EVER 스타리그 2009 8강 A조 1Set
- 23번째 리쌍록-2009/12/25 : 이영호 승 vs 이제동 패 : EVER 스타리그 2009 8강 A조 2Set
- 24번째 리쌍록-2010/01/23 : 이영호 패 vs 이제동 승 : NATE MSL 2009 결승 1Set
- 25번째 리쌍록-2010/01/23 : 이영호 승 vs 이제동 패 : NATE MSL 2009 결승 2Set
- 26번째 리쌍록-2010/01/23 : 이영호 패 vs 이제동 승 : NATE MSL 2009 결승 3Set
- 27번째 리쌍록-2010/01/23 : 이영호 패 vs 이제동 승 : NATE MSL 2009 결승 4Set
- 28번째 리쌍록-2010/01/26 : 이영호 승 vs 이제동 패 : 신한은행 프로리그 09-10 3R 7Set
- 29번째 리쌍록-2010/05/29 : 이영호 승 vs 이제동 패 : 하나대투증권 MSL 2010 결승 1Set
- 30번째 리쌍록-2010/05/29 : 이영호 승 vs 이제동 패 : 하나대투증권 MSL 2010 결승 2Set
- 31번째 리쌍록-2010/05/29 : 이영호 승 vs 이제동 패 : 하나대투증권 MSL 2010 결승 3Set
- 32번째 리쌍록-2010/08/22 : 이영호 승 vs 이제동 패 : WCG 2010 한국 대표 선발전 스타크래프트 결승 1Set
- 33번째 리쌍록-2010/08/22 : 이영호 패 vs 이제동 승 : WCG 2010 한국 대표 선발전 스타크래프트 결승 2Set
- 34번째 리쌍록-2010/08/22 : 이영호 패 vs 이제동 승 : WCG 2010 한국 대표 선발전 스타크래프트 결승 3Set
- 35번째 리쌍록-2010/08/28 : 이영호 승 vs 이제동 패 : 빅파일 MSL 2010 결승 1Set
- 36번째 리쌍록-2010/08/28 : 이영호 승 vs 이제동 패 : 빅파일 MSL 2010 결승 2Set
- 37번째 리쌍록-2010/08/28 : 이영호 패 vs 이제동 승 : 빅파일 MSL 2010 결승 3Set
- 38번째 리쌍록-2010/08/28 : 이영호 패 vs 이제동 승 : 빅파일 MSL 2010 결승 4Set
- 39번째 리쌍록-2010/08/28 : 이영호 승 vs 이제동 패 : 빅파일 MSL 2010 결승 5Set
- 40번째 리쌍록-2010/09/11 : 이영호 승 vs 이제동 패 : 대한항공 스타리그 2010 Season 2 결승 1Set
- 41번째 리쌍록-2010/09/11 : 이영호 패 vs 이제동 승 : 대한항공 스타리그 2010 Season 2 결승 2Set
- 42번째 리쌍록-2010/09/11 : 이영호 승 vs 이제동 패 : 대한항공 스타리그 2010 Season 2 결승 3Set
- 43번째 리쌍록-2010/09/11 : 이영호 승 vs 이제동 패 : 대한항공 스타리그 2010 Season 2 결승 4Set
- 44번째 리쌍록-2010/10/03 : 이영호 승 vs 이제동 패 : WCG 2010 그랜드파이널 4강 2경기 1Set
- 45번째 리쌍록-2010/10/03 : 이영호 패 vs 이제동 승 : WCG 2010 그랜드파이널 4강 2경기 2Set
- 46번째 리쌍록-2010/10/03 : 이영호 승 vs 이제동 패 : WCG 2010 그랜드파이널 4강 2경기 3Set
- 47번째 리쌍록-2011/03/07 : 이영호 승 vs 이제동 패 : 신한은행 프로리그 10-11 7Set
- 48번째 리쌍록-2011/04/21 : 이영호 패 vs 이제동 승 : ABC마트 MSL 2011 32강 승자전
- 49번째 리쌍록-2011/05/03 : 이영호 패 vs 이제동 승 : 신한은행 프로리그 10-11 2Set
- 50번째 리쌍록-2011/06/15 : 이영호 패 vs 이제동 승 : 신한은행 프로리그 10-11 6R 3Set
- 51번째 리쌍록-2011/06/22 : 이영호 패 vs 이제동 승 : 2011 스타리그 듀얼 토너먼트 승자전
- 52번째 리쌍록-2012/01/10 : 이영호 승 vs 이제동 패 : SK플래닛 스타크래프트 프로리그 시즌1 2R 2Set

스타크래프트 II: 자유의 날개
- 53번째 리쌍록-2013/01/06 : 이영호 패 vs 이제동 승 : 2013 핫식스 글로벌 스타크래프트 II 리그 시즌 1 승격강등전 A조 6Set (스타크래프트 II로 시행된 첫 리쌍록)

스타크래프트 II: 군단의 심장
- 54번째 리쌍록-2013/04/15 : 이영호 패 vs 이제동 승 : SK플래닛 스타크래프트 II 프로리그 12-13 4R 2주차 5경기 2Set

스타크래프트 II: 공허의 유산
- 55번째 리쌍록-2015/11/09 : 이영호 승 vs 이제동 패 : 스타크래프트 II: 공허의 유산 런칭 이벤트 매치
- 56번째 리쌍록-2015/11/19 : 이영호 패 vs 이제동 승 : GPL 인비테이셔널 패자전 2라운드 1Set
- 57번째 리쌍록-2015/11/19 : 이영호 패 vs 이제동 승 : GPL 인비테이셔널 패자전 2라운드 2Set

이 경기를 끝으로, 2015년 12월 1일 이영호가 은퇴를 하였고, 2016년 11월 2일 이제동까지 은퇴를 하며 두 선수 모두 프로게이머 현역 생활을 마무리 하였다.